# Мала Лахиња
Мала Лахиња (словен. Mala Lahinja) је насељено место у општини Чрномељ, регија Југоисточна Словенија, Словенија.

## Историја
До територијалне реорганизације у Словенији била је у саставу старе општине Чрномељ.

## Становништво
У попису становништва из 2011. године, Мала Лахиња је имала 26 становника.
| Број становника према пописима | Број становника према пописима | Број становника према пописима |
| ------------------------------ | ------------------------------ | ------------------------------ |
| 1991                           | 2002                           | 2011                           |
| 22                             | 20                             | 26                             |